# FC Hayes
Der FC Hayes (offiziell: Hayes Football Club) – auch bekannt als The Missioners – war ein englischer Fußballverein aus Hayes, London Borough of Hillingdon, Greater London, der zuletzt im Jahr 2007 in der Conference South, der sechsthöchsten Spielklasse in England, spielte. Die Spielstätte des Vereins war die 6500 Plätze fassende Church Road.

## Vereinsgeschichte
Der Verein wurde im Jahr 1909 als Botwell Mission gegründet und spielte in den Anfangsjahren in sehr niederklassigen Amateurligen. Im Jahr 1929 folgte die Umbenennung des Vereins und dieser trat danach als Hayes Football Club in Erscheinung. Im Folgejahr wurde die Mannschaft in die Athenian League aufgenommen. In der Saison 1930/31 schaffte der Verein den Einzug ins Endspiel des FA Amateur Cups, unterlag jedoch knapp gegen die Wycombe Wanderers. Der Verein war danach viele Jahre in derselben Liga vertreten und konnte als einzigen Erfolg den Gewinn der Athenian League im Jahr 1957 verbuchen. 1971 folgte die Aufnahme des Vereins in die Isthmian League. Die Mannschaft konnte dabei Konstanz beweisen, als diese über zwanzig Jahre in der Liga verbrachte.
Erst nach der Saison 1995/96, als der Gewinn der Isthmian League sichergestellt werden konnte, schaffte die Mannschaft aus London Borough of Hillingdon den Aufstieg in die Football Conference. Nach jener Spielklasse schaffte der Verein nach stark schwankenden Leistungen in fünf Jahren in Folge den Klassenerhalt, musste jedoch nach der Saison 2001/02 den Gang in die Isthmian League Premier Division antreten. Nach der im Jahr 2004 erfolgten großen Umstrukturierung der Football Conference wurde der Verein daraufhin in die Conference South aufgenommen, obwohl sich die Mannschaft als Achtplatzierter der Isthmian League Premier Division sportlich nicht dafür qualifizierte.
In den folgenden drei Jahren gelang mit mäßigen Platzierungen der Ligaerhalt in der Conference South. Am 18. Mai 2007 gab der FC Hayes bekannt, dass der Verein eine Fusion mit dem FC Yeading eingehen wird. Der neue Verein Hayes & Yeading United übernahm die Plätze von Hayes und Yeading in der Conference South.

## Ligazugehörigkeit
- 1930–1971: Athenian League
- 1971–1996: Isthmian League
- 1996–2002: Football Conference
- 2002–2004: Isthmian League
- 2004–2007: Conference South

## Erfolge
- Meister der Athenian League: 1956/57
- Meister der Isthmian League: 1995/96

## Bekannte Spieler
- Nikki Bull
- Justin Cochrane
- Les Ferdinand
- Barry Hayles
- Jason Roberts